# ФИБА Океанија
ФИБА Океанија (енгл. FIBA Oceania) је зона унутар Међународне кошаркашке федерације (ФИБА)  и она је организација која представља административни и контролни орган кошарке у Океанији. Организацију чине 22 националних савеза. Тренутни председник ФИБА Океаније је Дејвид Рид из Аустралије.
У овој ФИБА зони главни догађаји у били су ФИБА првенство Океаније за мушкарце и ФИБА првенство Океаније за жене. Мушким шампионатом, установљеним 1971. године, доминирала је Аустралија. Ипак, у неким приликама, Нови Зеланд је победио свог ривала, што је први пут постигнуто 1978. године. Аустралија је била још доминантнија на женском турниру, први пут одржаном 1974. године. „Опалке” су освојиле сва издања осим једног, а Нови Зеланд је победио само у издању из 1993. године. Оба првенства Океаније одржала су своја последња издања 2015. Од тада се репрезентације ФИБА Океаније и ФИБА Азије такмиче за једно првенство за сваки пол — ФИБА Азијски куп за мушкарце и ФИБА женски Куп Азије.

## Национални тимови
| Држава                    | Савез                                        | Чланица Фибе |
| ------------------------- | -------------------------------------------- | ------------ |
| Америчка Самоа            | Кошаркашки савез Америчке Самое              | 1976.        |
| Аустралија                | Кошаркашки савез Аустралије                  | 1947.        |
| Кукова Острва             |                                              | 1985.        |
| Источни Тимор             | Кошаркашки савез Источног Тимора             | 2013.        |
| Фиџи                      | Кошаркашки савез Фиџија                      | 1979.        |
| Гвам                      | Кошаркашки савез Гуама                       | 1974.        |
| Кирибати                  |                                              | 1987.        |
| Маршалска Острва          | Кошаркашки савез Маршалских Острва           | 1987.        |
| Микронезија               | Кошаркашки савез Микронезије                 | 1986.        |
| Науру                     | Кошаркашки савез Науруа                      | 1975.        |
| Нова Каледонија           | Кошаркашки савез Нове Каледоније             | 1974.        |
| Нови Зеланд               | Кошаркашки савез Новог Зеланда               | 1951.        |
| Острво Норфок             |                                              | 1999.        |
| Северна Маријанска Острва | Кошаркашки савез Северних Маријанских Острва | 1981.        |
| Палау                     | Кошаркашки савез Палауа                      | 1988.        |
| Папуа Нова Гвинеја        | Кошаркашки савез Папуа Нове Гвинеје          | 1963.        |
| Самоа                     | Кошаркашки савез Самое                       | 1982.        |
| Соломонова Острва         | Кошаркашки савез Соломонских Острва          | 1987.        |
| Француска Полинезија      |                                              | 1960.        |
| Тонга                     |                                              | 1987.        |
| Тувалу                    | Кошаркашки савез Тувалуа                     | 1987.        |
| Вануату                   | Кошаркашки савез Ванатуа                     | 1966.        |

## Два најбоља Фиба тима Океаније
| Позиција | Екипа       | Бодова |
| -------- | ----------- | ------ |
| 3        | АустралијаC | 673.6  |
| 24       | Нови Зеланд | 425.5  |

| Позиција | Екипа       | Бодова |
| -------- | ----------- | ------ |
| 2        | АустралијаC | 714.5  |
| 34       | Нови Зеланд | 171.1  |

C Current zone champions
* updated 28 November 2017